# 西川真美
西川 真美（にしかわ まみ、10月26日 - ）は、日本の女性声優。2011年7月よりアクロス エンタテインメント所属。2010年3月まで青二プロダクション（ジュニア）に所属していた。青二塾大阪校22期生。滋賀県出身。血液型はO型。

## 出演

### テレビアニメ
2006年
- 神様家族（佐藤）
- 出ましたっ!パワパフガールズZ（女生徒）

2008年
- ポルフィの長い旅（アンリ、子供、生徒、カフェのおばさん、妻、アネークに似た女 他）

2009年
- こんにちは アン 〜Before Green Gables（ビリー）
- とある科学の超電磁砲（2009年 - 2013年、少年）- 2シリーズ

2010年
- さらい屋 五葉（女、遊女）

### 劇場アニメ
- 仏陀再誕－The REBIRTH of BUDDHA（2009年）

### ゲーム
2007年
- DEAR My SUN!!〜ムスコ★育成★狂騒曲〜（小山内菊花）

2009年
- テイルズ オブ ザ ワールド レディアント マイソロジー2（ヒーローズボイス）
- 信長の野望 天道

2011年
- とある科学の超電磁砲（ナオヤ）

2013年
- 剣が君（七重）

2015年
- 剣が君 for V（七重）

2017年
- ザ・ロストチャイルド（ラー）

### ドラマCD
- ときめきメモリアル Girl's Side 2nd Kiss ドラマ＆イメージソングアルバム Vol.1（2007年、女子生徒）

### ナレーション
- スター見つけちゃいました!ウェルカムTV（2009年 - 2010年、テレビ東京）

### 舞台
- 空想音楽劇・真昼の銀河（2013年2月2日、アートフォーラムあざみ野）（2013年6月4日 - 6月5日、杉並公会堂）

## ディスコグラフィ

### 歌手参加作品
| 発売日  | 商品名                | 歌               | 楽曲           | 備考   |
| 2008年  | 2008年                | 2008年           | 2008年         | 2008年 |
| ------- | --------------------- | ---------------- | -------------- | ------ |
| 9月24日 | さがしもの / 秘密の森 | ぱすてるどろっぷ | 「さがしもの」 |        |
| 9月24日 | さがしもの / 秘密の森 | ぱすてるどろっぷ | 「秘密の森」   |        |

### ユニットメンバー
1. ↑  有島モユ、佐藤朱、西川真美、池辺久美子、藤澤泰葉